# Parc national Desierto de los Leones
Le parc pational Desierto de los Leones (espagnol : Parque Nacional Desierto de los Leones) est l’un des parcs nationaux mexicains dans la chaîne de montagnes située dans le sud-ouest de la ville de Mexico. Doté d'une surface de 1 529 hectares lors de sa création, il en compte aujourd'hui 1 866 et abrite une grande diversité de pins et d’espèces animales.
En 1917, le parc national Desierto de los Leones est devenu le premier parc national du Mexique. Depuis la vice-royauté de la Nouvelle-Espagne, il a été étroitement lié au développement de la capitale parce que l’eau des sources du parc était acheminée par un aqueduc vers la ville. Un monastère de l'ordre des Carmes déchaux a été construit dans ses forêts en raison de la paix et de la tranquillité naturelle qui régnaient à cet endroit. Maintenant, il est utilisé comme un lieu de recréation et divertissement pour les villages voisins et la ville de Mexico.

## Histoire
Le nom du parc vient probablement d’une dispute datant de l’époque coloniale quand un « cacique » (chef local) de nom de famille « León » (es) a demandé la propriété de ces terres, peut-être à cause de l’abondance d’eau dans ce lieu. Une autre version quant à l’origine de ce nom est que les habitants proches croyaient que des félins habitaient dans cette zone géographique, ou bien ce fut à cause de la faune qui se cachait dans ses grottes.
Bien que cette belle forêt ait été utilisée comme passage entre la ville de Mexico et la ville de Toluca, l'ordre des Carmes déchaux l’a choisie comme un lieu de retraite et méditation chrétienne pour sa tranquillité. En fait, en raison de l’absence de bruit et de présence humaine, toute cette forêt e été appelée « désert », comme toutes les implantations qu’on établissait en dehors des villes (parmi ces exemples on trouve le parc national Desierto del Carmen, qui est aussi un parc national dans l’État de Mexico) et dans lesquelles on pouvait pratiquer la méditation et remplir les promesses faites à Dieu.
L’ordre des Carmes déchaux a dû abandonner le couvent au début de la guerre d’Indépendance. Il a alors cédé le couvent et ses autres possessions proches au gouvernement de la capitale de la Vice-royauté. Le gouvernement y a installé des casernes militaires qui ont fonctionné jusqu’au XIXe siècle. Néanmoins, le lieu a été aussi abandonné par le gouvernement durant certaines périodes et a servi comme repaire de bandits et voleurs, et même comme une fabrique secrète de fausses pièces.
Les gouvernements postérieurs à la Réforme étaient conscients de la richesse des ressources aquifères et forestières de cette zone géographique et qui avaient déjà été exploitées pour satisfaire les besoins de la capitale (à Santa Fe, l’un des villages voisins, un aqueduc avait été construit pour acheminer vers la ville de Mexico l’« eau légère », c’est-à-dire peu concentrée en sels minéraux), donc ils ont déclaré ce territoire comme une réserve forestière et d’intérêt public en 1876. Peu de temps après, une fois la révolution commencée, le président Venustiano Carranza a promulgué le 17 novembre 1917 le décret octroyant à cette forêt la catégorie de parc national.
En plein XXe siècle, du fait de la croissance de la ville de Mexico vers l’ouest de la vallée de Mexico et de la nécessité d’avoir des espaces naturels qui favorisent les activités récréatives et les loisirs, le gouvernement local et le gouvernement national ont favorisé la conservation et l’expansion de cet important espace. Le 19 novembre 1983, le président Miguel de la Madrid Hurtado a décrété l’expropriation de 1 529 hectares en faveur du Gouvernement du District fédéral pour les destiner à la préservation, exploitation et embellissement du parc national Desierto de los Leones. Ultérieurement et à cause de la détérioration des zones proches du parc en raison de plusieurs incendies, une zone de restauration écologique a été créée en 1998, comprenant une surface d’environ 400 hectares sur ces zones proches et certaines parties du Parc national.
Finalement, le 16 avril 1999, le secrétariat de l'Environnement et des Ressources naturelles, a signé avec le Gouvernement du District fédéral l’accord de coordination par le biais duquel le Gouvernement fédéral a transféré l’administration du parc national Desierto de los Leones au gouvernement local. L’accord est entré en vigueur le 24 novembre 2000 par le biais d’un acte de remise-réception.

## Décret
En 1876, le président de la République mexicaine Sebastián Lerdo de Tejada a décrété le Desierto de los Leones comme zone de réserves forestières pour protéger les sources qui s’y trouvent et fournir en eau la ville de Mexico. Avec ce décret le Desierto de los Leones est devenu la première zone naturelle protégée du Mexique. Après la révolution mexicaine, en 1917, le Desierto de los Leones devient le premier parc national du pays.
C'est le président Venustiano Carranza qui promulgue le décret par lequel le parc national Desierto de los Leones est créé. Ce décret a été publié dans le « Journal officiel de la Fédération » le 17 novembre 1917, lui octroyant une superficie de 1 529 hectares.
Le premier article du décret parle du changement du nom du parc pour celui de parc national Desierto de los Leones.
Le deuxième article dispose que l’administration, la conservation et l’embellissement du parc sont la responsabilité de la « Secretaría de Fomento » (ministère du développement), à l’exception des ruines historiques dont l’entretien et la conservation dépendront de la « Secretaría de Comunicación y Obras Públicas » (ministère de la Communication et des Travaux publics).
Le dernier article autorise la « Secretaría de Fomento » à exploiter les ressources à l’intérieur du parc telles que le bois mort, les arbres malades, endommagés et ceux qui entravent le développement de la végétation principale, et à utiliser les bénéfices engendrés par ces derniers pour améliore le parc. Seul le ministère du Développement peut abattre et exploiter les arbres. Il est interdit pour le ministère de signer des contrats ou délivrer des permis à des particuliers pour exploiter ces ressources. La chasse et le pâturage sont aussi interdits dans le parc.

## Aspects physiques

### Ex-Couvent
L’ordre des Carmes déchaux est arrivé en 1605 dans la zone montagneuse de Santa Fe. Le 23 janvier 1606, le vice-roi Juan de Mendoza y Luna a posé la première pierre du couvent et Fray Andrés de San Miguel a été l’architecte et ingénieur du chantier qui s’est terminé en 1611. À cause de l’humidité et d’un tremblement de terre le couvent originel a été détruit en 1705 pour construire le couvent actuel de style baroque, œuvre de l’architecte José Miguel de Rivera Saravia.
L’enceinte de l’ex-couvent a un périmètre de 5 572 mètres et elle a seulement une porte d'entrée. Toutes deux renferment des légendes au sujet des Carmes Déchaux. L'ex-couvent conserve encore les cellules et les oratoires dans lesquels on réalisait la retraite spirituelle. En outre, le sous-sol reste intact. Il est l’un des lieux les plus attrayants de l'ex-couvent et au sujet duquel on raconte de nos jours des milliers d'histoires et de légendes, et qui autrefois était utilisé comme système hydraulique. L'église, enceinte des prières, est située dans le centre de l'ex-couvent et conserve encore l'écho des cantiques des moines qui habitaient ce lieu. La chapelle des secrets, un espace éloigné de l’ex-couvent, et qui était utilisée pour la communication religieuse, conserve toujours l'effet de résonance grâce auquel aucun contact visuel ni personnel n’est permis, mais qui rend possible le contact auditif entre deux personnes qui sont à l'intérieur de cette même salle, ce qui permet aujourd’hui encore de raconter les secrets les plus profonds. Il y avait aussi une hôtellerie, qui était un espace en dehors de l’enceinte et qui servait pour recevoir des visites ou pour faire une retraite spirituelle. Maintenant c'est l'entrée principale. En ce qui concerne les cellules, seul le religieux qui dormait dans l’une d’elles y avait accès et il n'était pas permis d’accéder à une autre cellule.

### Localisation
L’ex-couvent est situé sur une partie des arrondissements Cuajimalpa et « Álvaro Obregón » dans la ville de Mexico. La meilleure façon d’y arriver est en voiture et deux options sont possibles :
La première option est de prendre l’ancien chemin du Desierto de los Leones auquel on arrive par la voie latérale du périphérique en direction du Sud près des quartiers Altavista et San Ángel ; on continue sur cette route jusqu'à ce qu’on arrive au parc national. L'autre option se trouve au péage de l'autoroute Toluca-Mexico, après avoir passé Santa Fe et Cuajimalpa. Après San Ángel et Altavista il y a un quartier appelé Tetelpan, qui conserve, tout comme Santa Rosa et le Desierto de los Leones, l’aspect rustique des petits villages et dans lequel on célèbre deux fêtes annuelles.
Une troisième solution pour arriver au Desierto de los Leones depuis le sud de la ville de Mexico, est de prendre le périphérique. Du sud au nord on doit prendre l’autoroute urbaine Luis Cabrera qui nous conduit jusqu’à une bifurcation : à droite c’est pour arriver à Santa Fe, donc on doit prendre la voie de gauche qui nous emmène au Desierto de los Leones.

### Orographie
Le parc national est situé entre deux chaînes de montagne qui ferment la partie sud-est de la vallée de Mexico et qui font partie de la Cordillère néovolcanique dont l’altitude va de 2 600  à   3 700 mètres. Ces deux chaînes sont :
- Sierra de las Cruces
- Sierra del Ajusco

C’est pour cette raison que le terrain situé dans cette zone présente une forme très abrupte et accidentée dans la partie sud, raison pour laquelle il y a des pentes très inclinées qui donnent naissance à des ravins et des sommets et montagnes élevés qui forment la limite naturelle aussi bien de la vallée de Mexico que celle de la vallée de Toluca. Le point culminant de cette zone géographique est le sommet San Miguel, qui a une altitude de 3 790 mètres.
Les terrains sont d’origine volcanique et ils sont riches en matière organique. Plus ils sont élevés et plus ils sont caillouteux, ce qui combiné au climat froid empêche la croissance d’arbres et autres espèces végétales de grande taille.

### Hydrographie
À l’intérieur du parc national se trouvent plusieurs ruisseaux et ravins qui alimentent les rivières de la vallée de Mexico, lesquelles acheminaient les eaux vers les anciens lacs du bassin de cette vallée. De nos jours, à cause de l’urbanisation croissante et des besoins en eau pour la consommation de la population, certaines rivières et sources sont utilisées pour les activités et la consommation humaines puisque c’est une importante zone de captation d’eau pour la ville de Mexico, ainsi que pour la pratique de la pisciculture. C’est ici que se forment de nombreux ruisseaux et petits barrages qui alimentent abondamment encore aujourd’hui deux rivières de la vallée de Mexico : la rivière « Mixcoac » et la rivière « Río Hondo ».
La rivière « Mixcoac » prend naissance grâce aux ruisseaux et ravins qui alimentent la rivière « Río del Santo Desierto » ; tandis que la rivière « Río Hondo » est alimentée par les eaux d’autres ruisseaux qui forment le ruisseau qu’on appelle « Arroyo Agua de Leones », dont les eaux s’unissent avec celles des rivières « Río Borracho » et « Río Ajolotes ».
La seconde ressource aquifère du parc est formé par l’énorme quantité de sources qui alimentent les rivières mentionnées ci-dessus, et à l’intérieur du parc ils se concentrent en 3 points connus sous les noms suivants : « Taza Vieja », « Presa de Los Leones » et « Chorro de Agua ».

### Climat
Il y a deux types de climat dominants dans le parc :
- Semi-froid sub-humide avec des pluies en été dans la partie Nord et centrale du parc.
- Semi-froid humide dans la partie Sud.

## Flore et faune

### Flore
Les forêts du parc national Desierto de los Leones sont de même type que celles de la Cordillère néovolcanique, c’est-à-dire qu’elles sont l’un des refuges de l’espèce de pin appelée Abies religiosa ainsi que de pins Pinus hartwegii. Elles font partie des zones forestières bien conservées de cette partie de la vallée de Mexico et représentent l’un des couloirs écologiques entre les ravins Cañadas de Contreras et le parc national Insurgente Miguel Hidalgo y Costilla, plus connu sous le nom de La Marquesa.
Les principales espèces d’arbres que l’on trouve dans le parc sont :
L’Abies religiosa, dont nous avons déjà parlé et dont ce parc est l’un des principaux refuges au Mexique. En général, cet arbre pousse au sommet des montagnes de taille moyenne à plus de 3 000 mètres, même si dans d’autres zones on le trouve à une altitude inférieure, principalement dans les zones de ravins et sur les contreforts des montagnes.
La zone qui est située à plus de 3 600 mètres est peuplée par l’espèce Pinus hartwegii. Les pâturages y prédominent aussi et sont typiques de la végétation à cette altitude.
Les espèces de Quercus que l’on peut trouver dans le parc sont les suivantes : Quercus laurina, Quercus castanea et Quercus laeta, la première étant celle qui prédomine.
Pendant le XXe siècle, il y a eu un programme de reboisement dans le parc grâce auquel certaines espèces ont été introduites. Dans certaines zones c’est l’espèce Pinus Patula qui a été introduite en petite quantité. À cause de l’incendie de 1998, les espèces Cupressus lusitanica, Pinus montezumae et Pinus ayacahuite ont été plantées dans les zones affectées par ce sinistre qui avant l’incendie étaient majoritairement peuplées de pins Abies religiosa.

### Mycologie
On trouve environ 100 espèces de champignons, dont certaines sont comestibles et d’autres sont vénéneuses, mais toutes ont une importance capitale pour la forêt. Parmi les champignons comestibles on peut mentionner les espèces suivantes : Amanita caesarea, Boletus edulis et Lactarius deliciosus. Parmi les espèces vénéneuses on trouve les suivantes : Amanita gematta, Amanita muscaria et Amanita pantherina.

### Faune
Il y a 7 espèces d’amphibiens, 9 de reptiles, environ 30 de mammifères et presque une centaine d’oiseaux. À l’intérieur du parc et en général dans la partie sud de la vallée de Mexico de laquelle il fait partie, on trouve au moins 30 espèces de vertébrés qui ont été cataloguées comme endémiques (c’est-à-dire, qu’elles existent seulement sur ce territoire), et dont la moitié est considérée comme en voie de disparition ou sujette à une protection particulière (selon la norme NOM-059-SEMARNAT-2001).
Il est aussi important de souligner que la totalité des espèces d’amphibiens et reptiles sont endémiques (elles existent seulement dans la vallée de Mexico) et que ce sont des espèces protégées, comme certains oiseaux (tel que le Myadestes occidentalis ou « clarín jilguero » en espagnol), le Sciurus aureogaster, l’Odocoileus virginianus, le Bassariscus astutus, l’opossum, le  bassaris d'Amérique centrale , le rat à poche (Geomyidae), le raton-laveur, le coyote, le renard gris, le Cyanocitta stelleri, le Turdus migratorius, le daim à queue blanche, la corneille bleue, la paruline à sourcils dorés, l’ épervier de Horsfield, le faucon à queue rouge, l’urubu à tête rouge, le tocro à poitrine noire, le moucherolle des aulnes, la crécerelle d'Amérique, le faucon pèlerin, le pivert, la grive aztèque, le merle à gorge blanche, le putois blanc, la chauve-souris, la mouffette rayée, la souris des volcans, la souris dorée, l’écureuil, la musaraigne à longue queue, la moufette tachetée, le lapin à queue blanche, la salamandre python et le crotale cascabelle.

## Activités récréatives
À l'intérieur du parc on propose des activités d'éducation environnementale, mais sa fonction principale est celle d’un centre de loisirs pour les habitants de la ville de Mexico.
Les loisirs que l’on peut pratiquer à l'intérieur du parc sont les suivants : promenade à vélo (on peut même louer des vélos) ; faire un pique-nique ou un barbecue et passer de bons moments en famille et avec ses amis ; ou sinon savourer les célèbres quesadillas que l’on peut manger dans les différents petits restaurants informels présents dans le parc ; marcher dans la forêt et voir la flore et la faune du parc.
Toutes ces activités sont idéales pour oublier le train-train quotidien de la ville de Mexico mais sans en sortir ; dans le parc nous pouvons prendre le temps de réfléchir, et passer du temps en famille et avec des amis, tout en profitant d'un paysage plein de vie et de paix.
Le parc est aussi utilisé à certaines occasions pour des mariages, puisque l'infrastructure magnifique du monastère et le paysage parfait de la forêt en font un lieu incroyable pour organiser ce type d'évènements.
Ces paradis naturels sont un endroit idéal pour les loisirs en famille et une excellente alternative pour profiter d’une journée à l’air libre à faire voler des cerfs-volants de fabrication artisanale ou se promener à vélo ou à cheval.
Il ne faut pas non plus oublier le traditionnel et célèbre pulque, que l’on peut consommer de différents goûts, et qui est une attraction principale pour la majorité des personnes qui visitent ce parc.
Dans ce parc, qui est une grande attraction touristique aussi bien pour les habitants proches que pour les étrangers, on peut profiter d'une journée sans routine, stress, embouteillages, école, travail, etc. Ce parc étant un lieu excellent pour passer des moments agréables en famille et avec des amis, il est fréquent que les personnes qui profitent souvent de sa flore et de sa faune y organisent même des anniversaires, voir des mariages.
Actuellement dans ce bel endroit montagneux, on trouve les restes des anciennes constructions dissimulées au milieu des bois qui les entourent, et dont la sérénité des jardins, cours, fontaines et autres espaces, nous permet de renouer avec l'atmosphère des temps passés et de découvrir avec un nouveau regard la richesse de l'environnement naturel qui entoure la ville de Mexico.
Le parc national Desierto de los Leones héberge aussi un musée, des salles pour des expositions et il accueille divers évènements culturels tels que des concerts de musique sacrée et des foires d'horticulture. De plus, les endroits qui l'entourent sont un endroit idéal pour de nombreuses activités de loisirs qui vont du VTT aux promenades et journées à l’air libre en famille.

## Activités Culturelles
À l'intérieur du parc, on réalise des activités telles que : des expositions d'art et de photographie, des concerts, des pièces de théâtre, des festivals et des foires, des tournages cinématographiques, des évènements écologiques, des conférences de presse concernant la culture, des cours et des séminaires ainsi que des séances plénières.

## Situation environnementale
Le parc national Desierto de los Leones est l'un des principaux espaces verts de la ville de Mexico. La surface boisée de la capitale mexicaine est de 15 702 ha, ce qui signifie que ce parc représente 11.9 % de cette surface. Cependant 26 % de l’ensemble du parc n’est pas couvert de forêt, à cause de la visite annuelle de 205 500 personnes.
Actuellement le parc doit faire face à des problèmes de contamination, d'incendies forestiers, d’extraction non contrôlée d'eau, à la présence d’animaux sauvages, et à l'introduction d'espèces végétales exotiques.
Le parc national Desierto de los Leones est divisé en deux zones : la première est l'espace public, qui équivaut à 19 % de la surface totale et comprend l'ex-couvent, le chemin vers le Desierto de los Leones et « Cruz Blanca » ; la deuxième est la zone de restauration écologique, d’une surface de 1 233 ha, c’est-à-dire 81 % de la surface restante, y compris la zone dévastée par l'incendie de 1988.
La plupart de la végétation du Desierto de los Leones, présente un certain degré de détérioration engendré principalement par la contamination qui provient de la zone urbaine. Une administration forestière adéquate est donc nécessaire pour favoriser la conservation d'espèces de flore et de faune.
La faune du Desierto de los Leones, même si elle est déjà peu abondante, est composée par des centaines d'oiseaux, 7 types d'amphibiens, 9 types de reptiles et environ 30 mammifères. Les espèces les plus importantes qui habitent dans cette région sont les opossums, les coyotes, les ratons-laveurs, les cerfs à queue blanche, les lapins, parmi d’autres.
Les animaux sauvages qui vivent dans le Desierto de los Leones sont principalement des chiens abandonnés qui s'alimentent d’animaux de la forêt, ce qui peut occasionner la transmission de maladies.
À cause de l'extraction non contrôlée d'eau, la région est considérée comme ayant une capacité modérée pour l'infiltration d'eau. Cependant, plusieurs de ses sources sont exploitées pour approvisionner la zone urbaine.